# Tannodia
Tannodia  é um gênero botânico da família das Euforbiáceas, nativo da África.

## Sinonímia
O gênero Tannodia apresenta quatro sinônimos heterotípicos.
- Tandonia Baillon, 1861
- Holstia Pax, 1909
- Domohinea Leandri, 1941
- Neoholstia Rauschert, 1982

## Espécies
Tannodia possui dez espécies, mas apenas nove têm nomes válidos.
- Tannodia congolensis
- Tannodia cordifolia
- Tannodia grandiflora
- Tannodia nitida
- Tannodia obovata
- Tannodia pennivenia
- Tannodia perrieri
- Tannodia swynnertonii
- Tannodia tenuifolia